# アルフレッド・ブリュノー
アルフレッド・ブリュノー（Alfred Bruneau, 1857年3月3日 パリ - 1934年6月15日 パリ）は、19世紀フランスのオペラ作曲家。写実主義や自然主義の影響を受けた舞台作品を数多く手がけた。音楽評論家として『ジル・ブラス』紙や『フィガロ』紙に寄稿したことでも名を残している。1895年にレジオン・ドヌール勲章を受章した。
本名はルイ＝シャルル＝ボナヴァンチュール＝アルフレド・ブリュノー（Louis-Charles-Bonaventure-Alfred Bruneau）。少年時代からパリ音楽院でチェロを学び、チェリストとしてパドゥルー管弦楽団に加入した。まもなく作曲も手懸けるようになり、早くも1881年にカンタータ《パリのジュヌヴィエーヴ Geneviève de Paris》を作曲。1884年に《英雄的序曲 Ouverture héroïque》（1883年）が初演され、その後に合唱交響曲《レダ  Léda 》（1884年作曲）と交響詩《眠れる森の美女 La Belle au bois dormant 》（1886年）が上演された。1887年に最初の歌劇《ケリム Kérim》を作曲。
その後エミール・ゾラと出逢い、20年間にわたる共同制作に漕ぎ着ける。1891年の歌劇《夢Le Rêve 》は、ゾラの同名の作品に基づいており、その後もゾラは、《風車への突撃L'Attaque du moulin》（1893年）を含むブリュノー作品に、多くの題材を提供し続けた。《メシドールMessidor 》（1897年）と《暴風L'Ouragan 》（1901年）では、ゾラが手ずから台本を執筆した。ゾラに影響されたその他の作品に、《ラザールLazare 》（1899年作曲、作曲者没後の1954年に初演）、《幼い王様 L'Enfant roi 》（1905年）、《ミクラン誕生Naïs Micoulin》（1907年）、《四日間Les Quatres Journées 》（1916年）がある。
なお、1923年の《パリの花園Le jardin du Paris》はハンス・クリスチャン・アンデルセンが、1928年の《パドヴァの僭主アンジェロAngelo, tyran de Padoue》はヴィクトル・ユゴーが原作である。
その他の作品に、《レクイエム》（1896年）と、歌曲集《フランスの歌Lieds de France》と《舞踊歌Chansons à danser》が挙げられる。ブリュノーは管弦楽法においてリヒャルト・ワーグナーの影響を受けている。また、同世代のオペラ作曲家ギュスターヴ・シャルパンティエと往復書簡を取り交わしている。